# Greta Marturano
Greta Marturano, née le 14 juin 1998 à Cantù, est une coureuse cycliste italienne.

## Carrière
Après un an dans l'équipe SC Michela Fanini, Greta Marturano devient membre du Top Girls Fassa Bortolo en 2019, où elle reste jusqu'en 2022. Au cours de ses deux dernières années avec l'équipe, elle décroche plusieurs tops 10. Elle reçoit ensuite un contrat avec l'équipe World Tour Fenix-Deceuninck pour la saison 2023. Ses meilleurs résultats pour l'équipe sont une quatrième place sur une étape au Tour de Scandinavie 2023 et une onzième place sur la Flèche wallonne 2024.
Pour la saison 2025, elle rejoint l'équipe UAE ADQ. Elle remporte en début de saison une étape du Tour d'Estrémadure et termine le tour à la troisième place du classement général.

## Palmarès sur route

### Par années
- 2025
  - 1re étape (b) du Tour d'Estrémadure
  - 3e du Tour d'Estrémadure

### Résultats sur les grands tours

#### Tour d'Italie
8 participations
- 2018 : 116e
- 2019 : 101e
- 2020 : 60e
- 2021 : 37e
- 2022 : 23e
- 2023 : 20e
- 2024 : abandon (7e étape)
- 2025 : abandon (2e étape)

#### Tour d'Espagne
2 participations
- 2024 : 22e
- 2025 : non-partante (4e étape)

### Classements mondiaux
| Année                                 | 2018 | 2019 | 2020 | 2021 | 2022 | 2023 | 2024 |
| ------------------------------------- | ---- | ---- | ---- | ---- | ---- | ---- | ---- |
| Classement UCI                        | 603e | 950e | 439e | 171e | 112e | 264e | 280e |
| UCI World Tour                        | nc   | nc   | nc   | 175e | 141e | 115e | 110e |
|                                       |      |      |      |      |      |      |      |
| Légende : nc = non classéSource : UCI |      |      |      |      |      |      |      |